# Pan tu nie stał
Pan tu nie stał – polska firma z siedzibą w Łodzi, specjalizująca się w projektowaniu i sprzedaży odzieży oraz różnego rodzaju akcesoriów odzieżowych i domowych, w tym także książek. Jej charakterystyczną cechą jest nawiązywanie w stosowanym przez siebie wzornictwie do stylistyki okresu Polskiej Rzeczypospolitej Ludowej.

## Historia
Założycielami firmy jest małżeństwo Justyna Burzyńska oraz Maciej Lebiedowicz, którzy w 2006 rozpoczęli prowadzenie bloga internetowego mającego promować polskie wzornictwo. W pewnym momencie zaczęli na nim umieszczać zdjęcia pochodzących z lat 60., 70. i 80. różnych posiadanych przez siebie przedmiotów, takich jak plakaty, ilustracje do książek, okładki magazynów, opakowania czy etykiety. Wzbudziło to zainteresowanie internautów, więc małżeństwo postanowiło stworzyć własne t-shirty stylistyką nawiązujące do okresu PRL. Początkowo były to wyłącznie koszulki robione w domu i garażu, z czasem jednak poszerzano asortyment.
Pierwszy sklep stacjonarny firma otworzyła w 2009 przy ul. Jaracza 45 w Łodzi, w 2010 przeniesiono go na ul. Kilińskiego do lokalu po Cepelii, a w 2012 na Off Piotrkowska, gdzie działa do dzisiaj. W 2014 otworzono sklep w Warszawie na ul. Koszykowej, w 2015 w Krakowie w Hotelu Forum, który w następnym roku został przeniesiony na ul. Nadwiślańską.
Firma często podkreśla swoje pochodzenie, co jest m.in. widoczne na stosowanych wzorach, które nawiązują do siedziby firmy, np. koszulki z nadrukiem „ŁDZ” lub kubki z odwróconym napisem „Łódź”. Większość asortymentu jest również produkowana na terenie Łodzi, a projektantami są często łódzcy artyści.

### Wystawy
Firma była obecna na wielu krajowych oraz zagranicznych wystawach designerskich, m.in.: 
- Berlin 2011 – Dizajn dla wolności
- Łódź 2011 – Must have Lodzdesign
- Tokio 2011 – Dizajn dla wolności
- Łódź 2012 – Must have Lodzdesign
- Mediolan 2012 – Must have Lodzdesign 2011
- Sztokholm 2012 – Dizajn dla wolności
- Warszawa 2014 - Typopolo
- Bruksela 2014 - Design September
- Gdynia, Warszawa, Wrocław, Cieszyn, Kielce 2015/2016 - Druga Ogólnopolska Wystawa Znaków Graficznych
- Nowy Jork 2016 - Pole Position. Best Brands form Poland podczas Wanted Design
- Reykjavik 2016 - Places of Orgin. Polish Graphic Design in Context. DesignMarch

### Nagrody
Firma jest także laureatem wielu nagród, m.in.:
- 2010 – Punkt dla Łodzi w kategorii Twórcze szaleństwo
- 2011 – Projekt Roku – Polski Konkurs Graficzny w kategorii Etyka
- 2011 – Ikona kreatywności 2011 w konkursie „Pokaż się – Biznes dla Łodzi” za video Łódzki Przemysł Bawełniany
- 2011 – Must Have Lodzdesign 2011 za książeczkę „Siała baba mak”
- 2012 – European Design Festival – Brąz w kategorii Brand Implementation
- 2012 – Must Have Lodzdesign 2012 za „koszulki"
- 2013 - Must Have Lodzdesign 2013 za "etykiety na przetwory"
- 2014 - Best Shop Concept 2014